# 中华人民共和国恶性肿瘤地图集
《中华人民共和国恶性肿瘤地图集》是1970年代中华人民共和国全国肿瘤防治研究办公室编著并出版的有关癌症状况的地图册。